# Station Saint-Gilles-Croix-de-Vie
Station Saint-Gilles-Croix-de-Vie is een spoorwegstation in de Franse gemeente Saint-Gilles-Croix-de-Vie.